# Chính sách
Chính sách là một hệ thống nguyên tắc có chủ ý hướng dẫn các quyết định và đạt được các kết quả hợp lý. Một chính sách là một tuyên bố về ý định, và được thực hiện như một thủ tục hoặc giao thức. Các chính sách thường được cơ quan quản trị thông qua trong một tổ chức. Chính sách có thể hỗ trợ cả việc đưa ra quyết định chủ quan và khách quan. Các chính sách hỗ trợ trong việc ra quyết định chủ quan thường hỗ trợ quản lý cấp cao với các quyết định phải dựa trên thành tích tương đối của một số yếu tố và do đó thường khó kiểm tra khách quan, ví dụ: chính sách cân bằng giữa công việc và cuộc sống. Các chính sách tương phản để hỗ trợ việc ra quyết định khách quan thường hoạt động trong tự nhiên và có thể được kiểm tra khách quan, ví dụ: chính sách mật khẩu.. Thuật ngữ này có thể áp dụng cho chính phủ, các tổ chức và nhóm tư nhân, cũng như các cá nhân. Các lệnh điều hành của tổng thống, chính sách quyền riêng tư của công ty và các quy tắc của quốc hội về trật tự là các ví dụ về chính sách. Chính sách khác với các quy tắc hoặc luật pháp. Mặc dù luật pháp có thể buộc hoặc cấm hành vi (ví dụ: luật yêu cầu nộp thuế đối với thu nhập), chính sách chỉ hướng dẫn hành động đối với những hành vi có nhiều khả năng đạt được kết quả mong muốn.